# Phan Văn Santos
Phan Văn Santos (Rio de Janeiro, 30 de setembro de 1977) é um ex-futebolista brasileiro, naturalizado vietnamita que atuava como goleiro.

## Carreira
Revelado nas categorias de base do Vasco da Gama em 1992, foi promovido ao elenco principal do Gigante da Colina em 1997, aos 19 anos de idade. Era, na prática, o quinto goleiro da equipe (à sua frente, Carlos Germano, Márcio, Caetano e Azul), e não chegou a ser relacionado para nenhum jogo oficial do Vasco em seu início de carreira.
Em 1999, fez sua estreia como profissional no Barreira (atual Boavista), da segunda divisão do Campeonato Carioca. Foram 5 jogos defendendo a equipe de Saquarema. No ano seguinte foi para o Campo Grande, tendo atuado 8 vezes pelo time da Zona Oeste do Rio de Janeiro.

## Ida ao Vietnã e naturalização
Em 2001, Fábio foi para o Vietnã, ao ser contratado pelo Đồng Tâm Long An. Foi como jogador dos Gạch que o goleiro obteve a cidadania do país, em dezembro de 2007 (passando a se chamar Phan Văn, mantendo o sobrenome Santos), e é um dos atletas que mais jogaram pela equipe (206 partidas). Além de impedir os gols adversários, era também artilheiro: foram 22 gols no total, um deles na Liga dos Campeões da AFC de 2006, contra o Shanghai Shenhua.
Jogou também por Navibank Sài Gòn, Becamex Bình Dương e Hùng Vương An Giang, sem o mesmo destaque. Aposentou-se em 2014, aos 37 anos.

## Seleção Vietnamita
Com a naturalização, o goleiro passou a ser elegível para defender a Seleção Vietnamita. Sua primeira partida foi em junho de 2008, contra a Indonésia. Ele, que tornou-se o primeiro jogador estrangeiro a defender os Dragões Dourados na história, ainda jogaria outras 4 vezes pela Seleção, ainda em 2008, chegou a enfrentar a Seleção Brasileira olímpica em agosto do mesmo ano.